# Inibidor do TNF-alfa
Inibidores do TNF-alfa são fármacos que inibem a resposta fisiológica ao factor de necrose tumoral, que é parte do resposta inflamatória. São usados no tratamento de doenças inflamatórias como a artrite reumatoide, artrite psoriática, artrite idiopática juvenil, doença inflamatória do intestino, espondilite anquilosante e psoríase.